# 施瓦布社會企業家基金會
施瓦布社會企業家基金會（英語 : the Schwab Foundation for Social Entrepreneurship）在國家、區域和全球提供平台，以促進社會企業家精神。 該基金會是一個非營利組織，成立於1998年。其宗旨是“促進社會企業家精神，促進社會企業家作為社會創新和進步的重要催化劑。”该基金会是在瑞士联邦政府的法律监督下運作。其总部在瑞士日内瓦。每年基金会选出20至25位社会企业家參加一个全球性的“社会企业家”競賽。

## 歷史
克勞斯·施瓦布教授在1971年創辦世界經濟論壇，該論壇為一獨立的非營利性基金會。1998年，克勞斯·施瓦布和他的妻子希爾德決定創建第二個互補的基金會，其名稱為施瓦布社會企業家基金會，目的是促進社會創新。
2000年10月加入的帕米拉·哈特根是其第一任董事長。 基金會由施瓦布夫婦提供的初始撥款、贈款和服務費資助，為個人、基金會或公司提供服務。

## 活動
除了發掘世界領先的社會企業家，基金會促進他們之間的交流和社群建立（2013年有260名企業家），複製其方法並將其與企業、政治、學術、媒體和其他領導人聯繫起來。 社會企業家參與論壇計畫，並擔任論壇全球議程理事會的專家。 基金會與選定的公司合作，推動社會企業家的活動和支持社會創業的倡議。基金會通過其全球青年領導人論壇發掘40歲以下的社會企業家。更與哈佛大學和斯坦福大學以及INSEAD一起，為選定的社會企業家提供高等教育的獎學金機會。關於具體社會企業家的案例研究被提供給領先的學術機構納入本科和研究生課程。

## 基金會董事會
截至2015年1月， 基金會董事會 由以下人士組成:
- Hilde Schwab（共同創始人，主席）
- Klaus Schwab（共同創始人）
- Rick Aubry（杜蘭大學社會企業家和教育家）
- 保羅·科埃略（巴西作家）
- David Gergen（美國哈佛大學肯尼迪政府學院公共領導中心主任）
- 比利時公主瑪蒂爾德（名譽會員）
- Zanele Mbeki（南非前第一夫人）
- 穆罕默德·尤努斯（孟加拉鄉村銀行總經理）

## 引用
1. 1 2  Schwab Foundation for Social Entrepreneurship "About us." （页面存档备份，存于）
2. ↑  .   [2016-11-03]. （原始内容存档于2014-09-24）.

## 外部連結
- Schwab Foundation website （页面存档备份，存于）